# Glockenblumen-Felsenbiene
Die Glockenblumen-Felsenbiene (Hoplitis mitis) ist eine solitäre Wildbienenart aus der Familie der Megachilidae.

## Merkmale
Die Glockenblumen-Felsenbiene ist ca. 7 bis 9 mm lang. Die Weibchen haben einen schwarz glänzenden Hinterleib mit sehr schmalen hellen Haarbinden an den Tergitenden. Ihre Bauchbürste (Scopa) ist weiß. Der Thorax ist deutlich rostbraun behaart, sonst ist die Biene weißlich behaart. Auch die Männchen sind am Thorax kräftig rostrot, sonst nur schwach hell (vor allem am Clypeus) behaart.

## Verbreitung und Lebensraum
Die Art ist weit verbreitet. Sie kommt von Portugal über Europa, Zentralasien und Sibirien bis Jakutien vor.
In Deutschland ist H. mitis in den südlicheren Bundesländern nachgewiesen, sie kommt aber stets nur zerstreut vor. Die Art fehlt in Schleswig-Holstein, Mecklenburg-Vorpommern, Niedersachsen und Brandenburg. Aus Sachsen-Anhalt gibt es nur historische Funde. In Österreich kommt die Art in allen Bundesländern vor, außer im Burgenland. In der Schweiz ist sie von den Alpen bekannt und vereinzelt im Mittelland.
Die Biene lebt an trockenwarmen Stellen, auf Magerrasen, an sonnenexponierten Waldrändern und Schotterflächen.

## Lebensweise
Die Felsenbienen sind solitäre Bauchsammlerinnen, die ausschließlich Pollen von Glockenblumen sammeln (sie sind also streng oligolektisch). Sie fliegen in einer Generation von Juni bis August.
Die Weibchen nisten in vorhandenen Hohlräumen oder Vertiefungen. Die Nester werden in Steinspalten, unter hohl aufliegenden Steinen oder in Vertiefungen von Felsen angelegt. Es können aber auch Nester in Totholz oder welkem Laub angelegt werden. Als Baumaterial wird Pflanzenmörtel verwendet, der aus Blattstückchen gebildet wird.
Beide Geschlechter schlafen in den Blüten von Glockenblumen, die Weibchen auch in den Nestern, die sie mit Proviant versorgen. Die Überwinterung erfolgt als Ruhelarve.

## Nomenklatur
Die Gattung Hoplitis wird von verschiedenen Autoren als Untergattung von Osmia aufgefasst. Dann heißt die Glockenblumen-Felsenbiene: Osmia mitis (Synonym). Für Spanien wurde eine eigene Unterart H. mitis granadae beschrieben.
Innerhalb der Gattung Hoplitis gehört H. mitis  zur Untergattung Alcidamea.